# Кохик, Линн
Линн Кохик (англ. Lynn H. Cohick, род. 1962) — американская исследовательница Нового Завета, писательница, профессор и администратор Хьюстонского христианского университета.

## Образование
Кохик имеет степень бакалавра в области религиоведения, полученную в колледже Мессии. Она закончила докторскую программу в Пенсильванском университете, где изучала отношения между евреями и христианами в древнем мире, в частности, личность Мелитона Сардийского, жившего во II веке, и его труд «О Пасхе». Её последующая книга «Пери Пасха, приписываемая Мелитону Сардийскому: обстановка, цель и источники» является одним из немногих крупных исследований по этой работе.

## Карьера
Кохик обучала пасторов и церковных лидеров в Найробийской евангелической высшей школе теологии в Кении. Также она преподавала за рубежом в Брисбенской школе теологии, колледже Ридли в Австралии и колледже Риджент в Канаде.
Кохик преподавала Новый Завет в колледже Уитон с 2000 по 2018 год, последовательно занимая должность заместителя председателя факультета, заведующего кафедрой Библии и теологии и исполняющего обязанности декана факультета гуманитарных наук и теологических исследований в течение трёх последних лет в колледже Уитон.
С 2018 по 2020 год Кохик была проректором, деканом и профессором Нового Завета в Денверской семинарии.
В январе 2021 года она приступила к работе в Северной семинарии в Чикаго в качестве проректора, декана по академическим вопросам и профессора Нового Завета после общенационального отбора, в котором приняли участие 15 кандидатов из разных стран. Кохик принимала участие в запуске новой магистерской программы по женским исследованиям в Северной семинарии в апреле 2021 года.
В апреле 2023 года Кохик была назначена почётным профессором Нового Завета, руководителем программы «Доктор служения» и директором Хьюстонской теологической семинарии, школы при Хьюстонском христианском университете. 
Кохик является членом Евангелического теологического общества, Института библейских исследований, Североамериканского общества патристики и Studiorum Novi Testamenti Societas. В 2019 году она стала президентом Института библейских исследований. Она также принимала участие в работе Langham Partnership. В 2020 году Кохик вошла в Совет попечителей Университета Биола, расположенного в Ла-Мираде, штат Калифорния.
Исследования Кохик были сосредоточены на христианской вере в её древней эллинистической среде в Римской империи. Она считает, что учение апостола Павла о женщинах было вырвано из контекста. Она считает, что на протяжении всей истории церкви имела место «евангельская близорукость» и отсутствие «исторической памяти», из-за которых не признавалась значительная роль женщин в церкви. Она написала ряд книг и комментариев к посланиям Павла.
С 2017 по 2018 год Кохик была соведущей еженедельного подкаста «Теология для жизни» совместно с Эдом Штетцером. В период с 2021 по 2022 год Кохик создала и вела еженедельный подкаст «Алебастровый сосуд», иногда совместно со студентами или коллегами из Северной семинарии. В 2023 году подкаст The Alabaster Jar был перезапущен под эгидой Центра женщин-лидеров, зарегистрированной в Техасе некоммерческой организации 501c3, соучредителем которой является Кохик.

## Личная жизнь
Кохик замужем; её муж — музыкант.

## Избранные публикации
- Cohick, Lynn H. The Peri Pascha Attributed to Melito of Sardis: Setting, Purpose, and Sources. — Brown Judaic Studies, 2000. — ISBN 978-1-930675-03-2.
- Cohick, Lynn H. Women in the World of the Earliest Christians: Illuminating Ancient Ways of Life. — Baker Academic, 2009. — ISBN 9781441207999.
- Burge, Gary M. The New Testament in Antiquity: A Survey of the New Testament within Its Cultural Context / Gary M. Burge, Lynn H. Cohick, Gene L. Green. — Zondervan Academic, 2010. — ISBN 9780310590613.
- Cohick, Lynn H. Romans. — Abingdon Press, 2011. — ISBN 9781426709869.
- Cohick, Lynn H. Philippians. — Zondervan Academic, 2013. — ISBN 9780310599135.
- Cohick, Lynn H. Ephesians. — ISD LLC, 2013. — ISBN 9780718843311.
- Cohick, Lynn H. Women, Children, and Families in the Greco-Roman world // The World of the New Testament: Cultural, Social, and Historical Contexts / Joel B. Green ; Lee Martin McDonald. — Baker ACademic, 2013. — P. 179–187. — ISBN 9781441240545.
- Cohick, Lynn H. Christian Women in the Patristic World: Their Influence, Authority, and Legacy in the Second through Fifth Centuries / Lynn H. Cohick, Amy Brown Hughes. — Baker Academic, 2017. — ISBN 9781493410217.
- Cohick, Lynn H. Philippians, a Video Study: 16 Lessons on History, Meaning, and Application. — Zondervan Academic, 2019. — ISBN 9780310093701.
- Cohick, Lynn H. The Letter to the Ephesians. — Eerdmans, 2020. — ISBN 9781467459464.